# Chorvatský ovčák
Chorvatský ovčák (anglicky Croatian Sheepdog, chorvatsky Hrvatski ovčar) je původně pastevecký a ovčácký pes pocházející z Balkánu, nejvíce je rozšířený v Chorvatsku a ve Slovinsku. Patří do skupiny ovčáčtí a honáčtí psi a ve své rodné zemi je velmi oblíbený pro schopnost sám se rozhodovat. Plemeno je oficiálně uznané Mezinárodní kynologickou federací (FCI), která jej řadí do skupiny plemena ovčácká, honácká a pastevecká.

## Historie

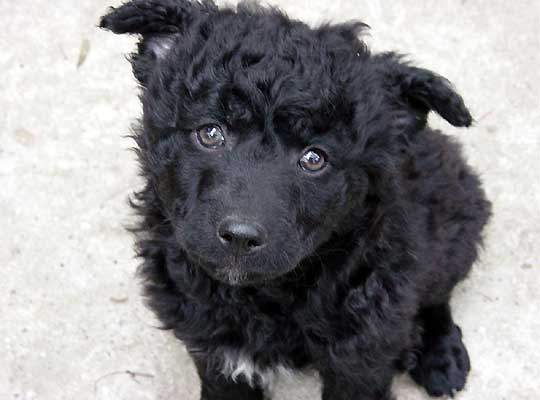
Štěně chorvatského ovčáka, 7 týdnů

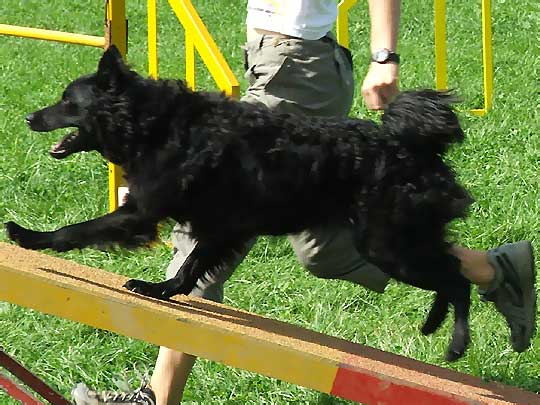
Chorvatský ovčák na agility

Stáří tohoto plemene se odhaduje na více než 1 000 let, a přesné záznamy o šlechtění tedy nejsou. Nevíme, z jakých plemen se tento pes vyvinul a kde přesně to bylo, ale jelikož se dnes nejvíce vyskytuje v Chorvatsku, je tato země zapsána jako země původu. Kvůli svým vlastnostem byli jeho předci nejspíše také pastevečtí psi. V roce 1969 byl uveřejněn standard, který je totožný s tím, který se používá dnes.
Původně byl vyšlechtěn jako pastevecké plemeno, dnes se ale k tomuto účelu používají spíše jiná plemena a tak dnes toto plemeno nalezneme spíše jako hlídače nebo společníka. Protože nejsou moc rozšíření, nemohlo se zatím "ozkoušet" jak by se mu dařila obrana nebo čichové práce.

## Vzhled
Chorvatský ovčák je středně velké psí plemeno. Délka těla přesahuje kohoutkovou výšku asi o 10 %, jedná se tedy o plemeno s obdélníkovým rámcem. Srst je mírně kudrnatá, na hlavě a končetinách je kratší oproti zbytku těla. Povolené zbarvení je pouze černé, žádné jiné barvy se ani nevyskytují. Srst tvoří na uších krátké volánky a na ocase prapor, také mírný límec na krku.
Hlava je klínovitého tvaru, lehká, s poměrem čenichu ku mozkovny 9:11. Celková délka hlavy činí asi 20 cm. Při pohledu shora je lebka oválná a týlní hrbol mírně výrazný, naopak stop je jen málo vyjádřený. Uši trojúhelníkové, polovztyčené nebo vztyčené (záleží na jedinci), středně dlouhé a daleko od sebe. Kupírování není povoleno a to jak z pohledu českého zákona, tak z pohledu chovu; chovní psi nesmějí mít kupírované uši. Oči kaštanové až černé barvy, střední velikosti a mandlového tvaru. Výraz je inteligentní a živý. Nosní houba vždy černá s dobře otevřenými nozdrami. Zuby musí být silné a zdravé, nejlépe s nůžkovým skusem, avšak klešťový skus je také přípustný. Krk v poměru k hřbetní linii stojí mírně šikmo, je středně dlouhý, široký a dobře osvalený. Hřbet krátký, silný. Nohy jsou dlouhé, dobře osvalené, zakončené kulatými tlapkami s černými drápky. Ocas středně vysoko nasazený, kupírování je povolené, avšak v poslední době se často stává i to, že se štěňata narodí s přirozeně krátkým ocasem nebo úplně bez něj.

## Povaha
Chorvatský ovčák je přátelský, oddaný, hravý, mrštný a bystrý pes. Má vyvinutý ochranářský pud, dokáže se samostatně rozhodovat, je čilý, pozorný a snadno cvičitelný. Oplývá téměř nevyčerpatelnou zásobou energie, kterou si může ventilovat například při dlouhých procházkách nebo psích sportech, jako je agility nebo dogfrisbee. Je to dobrý a schopný hlídač. Děti má rád a s ostatními zvířaty také vychází dobře, ale může mít sklony "povyšovat se" nad ostatní psy, obzvláště samce. K cizím se chová nedůvěřivě ale nesmí být agresivní. Je to pes spíše pro jednoho pána, a tomu je věrný. Kvůli své dominantní povaze ale může mít nějakou dobu "zálusk" na post "vůdce smečky", to se ale dá patřičným výcvikem zlepšit.

## Péče

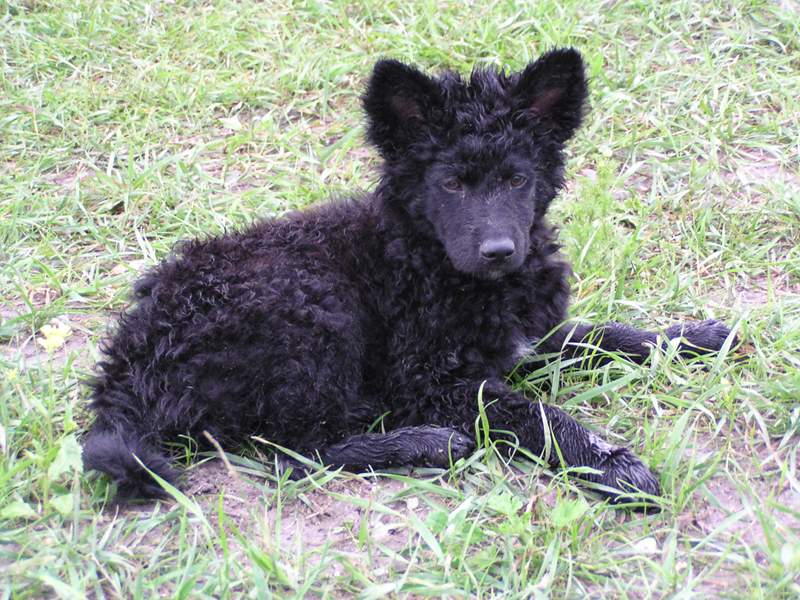

Srst nepotřebuje skoro žádnou péči, stačí občasně pročesat, ale mýt by se měla jen v případě, pokud je pes opravdu špinavý, protože tak dobře neizoluje a mohla by ztratit svůj přirozený lesk a mastnost, což by vedlo ke kožním potížím. Jako každý ovčácký pes vyžaduje hodně pohybu a nedostatek může vést až k agresivitě nebo nervozitě. Drápky je nutné zastřihávat, pokud si je pes nebrousí o chodník nebo kámen. Může být celý rok držen venku, ale nejlépe se zateplenou boudou. Lepší pro něj bude dům se zahrádkou, nežli byt.